# Juan Ruiz y Cermeño
Juan Ruiz y Cermeño fue un político español.

## Reseña biográfica
Escribiente de la Dirección de Fomento General del Reino (1820).
Secretario de los gobiernos políticos de Lérida (1836), Huesca (1837), Salamanca (1839), Toledo (1839) y Zaragoza (1840).
Del 17 de julio de 1840 al 5 de agosto de 1840 fue jefe político interino de la provincia de Zaragoza. Fue separado del cargo por el Pronunciamiento de 1840, que estableció la Regencia de Espartero.
Fue nombrado jefe político interino de Valladolid en 1843, tras la caída del poder de Espartero. Fue luego nombrado jefe político titular de la provincia de Oviedo (1843).
Era inspector del cuerpo de la administración civil (1846). Ese año fue nombrado diputado a Cortes por Arévalo (Provincia de Ávila). Fue reelegido en 1850, esta vez por el distrito de Piedrahíta, permaneciendo como diputado hasta 1851.